# Georgios Chatziioannidis
Georgios Chatziioannidis (griechisch Γεώργιος Χατζηιωαννίδης; * 22. Februar 1951 in der Sowjetunion) ist ein ehemaliger griechischer Ringer.

## Biografie
Georgios Chatziioannidis trat bei den Olympischen Sommerspielen 1972 und 1976 jeweils im Bantamgewicht an, konnte jedoch keine Medaille gewinnen. Auch bei den Ringer-Europameisterschaften nahm er mehrmals teil, allerdings blieb ihm auch dort eine Medaille verwehrt. Bei den Olympischen Sommerspielen 1980 in Moskau gelang es ihm schließlich im Freistilringen im Bantamgewicht die Bronzemedaille zu erkämpfen.